# Campus (magasin)
Campus är en svensk medieprodukt med inriktning på studenter i slutet av sin utbildning. Campus startade 1995 och ägs och drivs av Universum Communications.
Campus Ekonomi hette tidigare Fri Ekonomi, Campus Teknik hette Fri Teknik. Mellan 1995 och 1998 fanns Campus Magazine, en tidskrift riktad mot gymnasieungdom.
Campus består av en webbplats och en tidskrift. Tidskriften ges ut fyra gånger per år i en upplaga om cirka 50 000 exemplar[källa behövs] och distribueras gratis. Den finns i tre utföranden som riktas till ekonomi-, teknik- respektive juridikstudenter. Webbplatsen har lokala motsvarigheter i Tyskland, Schweiz, Danmark och Finland, men heter där Careerstep respektive Jungle Career. 